# 河野愛
河野 愛（こうの あい、1984年1月25日 - ）は、日本の女性イラストレーターである。千葉県出身。

## 略歴
1984年、千葉県生まれ。都内の専門学校卒業後にデザイン事務所に就職したが2年ほどで退職。その後はデザインとは関係のない仕事につきながら絵を描き続け、初の個展『眠りの森』を発表後に依頼されたKBFの宣伝広告全般のイラストを担当をしたことをきっかけに、『装苑』誌のNEWCOMER’S FILEで取り上げてもらい、以降ファッション、音楽、プロダクト、映像、演劇、web、本に至るまでジャンル問わず幅広く活動している。
最初は二足の草鞋で活動を続けていたが、絵の仕事量が増えたために2010年に絵一本で活動している。
近年では海外へ活動範囲を広げている。絵は丸ペンとインクと紙のみで全て手書きで細密画をベースに形や大きさや色、固定観念にとらわれず共存しあう空間を描く。

## 主な展示
2005
- hanjiro gallery daikanyama / kyoto 展示

2008
- 眠りの森 - 個展 / Gallery Source 下北沢

2009
- 空幻の森 - 個展 / The Art Complex Center 四谷
- NEW COMER 2009 LIMITED STORE - 展示販売 / LAPNET SHIP 原宿
- On Wheel vol.4 クリエイターズおでかけエコバッグ編 - 展示販売 / LAPNET SHIP　原宿
- 100 Works on Paper by Japanese Artists - グループ展 / AG Gallery, Brooklyn, NY
- EMERGING DIRECTORS' ART FAIR " ULTRA 002"- グッズ販売　/　青山Spiral

2010
- gondoa 展示販売 / Laforet 原宿

2011
- Flux Chair Gallery / Flux Chair とのコラボ作品展示
- 原画展 / Aquvii TOKYO (5/6〜5/31)
- 原画展 / タワーレコード 新宿店 (6/25〜7/31)
- SET オリジナル"箱アニメ"を展示 / Aquvii TOKYO (7/1〜7/19)
- in the waitingroom / waitingroom グループ展に参加(7/16〜8/13)
- 原画展 / タワーレコード 渋谷店 (8/9〜9/22)
- LUMINE2 2F LUMINE meets ARTの一環でオープンした

　　　　SUPER meets MARKET でグッズ販売中(9/27〜10/31)
- 原画展(Serphのみ) / タワーレコード 新宿店 (11/25〜12/25)
- 出張出店される残響ショップにて原画を展示 (札幌、福岡、仙台)
- 残響ショップにて Ricco Labelさんとコラボしたフローシーキャンドルを発売中(〜12/25)

2013
- ベルギーで開催されたfestival "Beyonderground" に参加
- 原画展(Serphのみ) / タワーレコード 渋谷店 (3末〜4上旬)

## 掲載
2009
- 『装苑』 NEWCOMER’S FILE (Illustratorに1ページ掲載)
- 『Web Designing』 (WD WEBSITE FRONT)というページにホームページ掲載
- 『MdN』 vol.187 (ARTIST FILE)というページに作品とプロフィール掲載

2010
- 『The NEW of feminine drowing』 -No.2-

2012
- 『MdN』　イラストレーターズファイル2012
- 『+DESIGNING』 2012年5月号 vol.28 (FindUp)というページに作品とプロフィール掲載

2013
- 『ILLUSTRATION 2013』に2ページ、イラストとプロフィール掲載

2014
- 『イラストノート No.30』に作品とプロフィール掲載
- 『MdN2014年6月号』に2ページ、イラストとプロフィール掲載

## 仕事
2005
- +ING Matthew Barney 特集 で1 ページ掲載

2008
- 月刊 BOB ヘアグラフィックの 2ページ掲載
- 08 - 09 年AW 「KBF」 ブランドの 宣伝広告全般のイラストを担当
- "店頭のインテリア／WEB／ノベルティグッズ等／ショッパー／店頭ポスター／Web カタログ etc..."
- 装苑 KBF特集ページにイラスト提供
- MAGAZINE FASHION WEEK LAFORET 装苑 のKBFショーにイラスト提供
- MAGAZINE FASHION WEEK LAFORET 装苑 購入時プレゼント用バンダナにイラスト提供

2009
- 4月号〜 毎月 「FRaU」 平野啓一郎 さんの短編小説のイラストを担当
- 放送中 NHK BS1 「こだわりライフヨーロッパ」オープニング映像のイラストを担当
- 「東京デザイナー学院」 学校紹介ムービーにイラストで参加
- 花屋「かと吉」 ホームページ全体のイラストを担当
- 「bortsprungt.」 S/S 服や店内イラストなどにイラストで参加
- 「bortsprungt.」 A/W 服のデザインにイラストを提供

2010
- 4月号〜 12月号まで 「FRaU」 平野啓一郎 さんの短編小説のイラストを担当
- テレビ朝日 VOCE BeauTV の1コーナーのイラストを担当
- noble レーベル Serph 2nd Album "vent" CDジャケットのイラストを担当(物販含む)
- Serph"vent"PVにイラスト提供
- Serph クリスマスソング無料配信用イラストを担当

2011
- URBAN RESEARCH "SMELLY"シリーズのシロクマの絵を提供
- noble レーベル Serph 3rd Album "Heartstrings" アートワーク全般のイラストを担当(物販含む)
- 残響レコード the cabs デビューmini Album "一番はじめの出来事"アートワーク全般担当(物販含む)
- CLOUD レーベル spiv states "フタリノホシ"CDジャケットのアートワーク全般のイラストを担当
- FRaU 7月号 2ページにイラスト掲載
- FRaU "星座と私の運命"占いMOOKの鏡リュウジさんの全13ページにイラスト掲載
- 沖縄ツーリスト" 沖縄自由旅行"パンフレットのメインイラストとタイトルのイラストを担当
- 山内ケンジ監督作品"ミツコ感覚"のイラスト文字を担当、映画チラシ、その他全般に使用
- noble レーベル Serph MiniAlbum "Winter Alchemy" アートワーク全般のイラストを担当
- 残響レコード the cabs 2nd Album "回帰する呼吸"アートワーク全般担当(物販含む)

2012
- 首輪ブランド『HALO』の年賀状のイラストを担当
- ワコールの『ラランのリボンブラ』のwab全般アートワークを担当(1/16〜公開)
- 福岡にあるファッションビル『ソラリアプラザ』の年間イメージヴィジュアルのアートワーク担当(3/1〜)
- JUNのViS企画とのコラボレーションでオリジナルバッグのアートワークを手掛ける
- ワコールリボンブラLALANからスマホ用『リボンブラ姉妹の旗あげゲーム』のイラストを担当
- ワコールリボンブラLALANのコンテンツ『リボンブラタロット占い』の大アルカナのイラスト22枚制作
- 『ソラリアプラザ』のSOLARIAPLAZA PREMIUM DAYの招待状アートワークを担当
- nobleレーベルとコラボしたSerphの初オフィシャルTシャツ「Beyonder Tee」にイラスト提供
- Panasonic Beauty 『Maison de Night Beauty』のHPアートワーク全体のイラストを担当
- ほぼ日手帳2013年、初の英語版『Hobonichi Planner』のおまけページのイラストを担当
- Bunkamuraシアターコクーンにてケラリーノ・サンドロヴィッチ(作.演出)、"祈りと怪物〜ウィルヴィルの三姉妹" チラシのイラストを担当
- 帝国劇場にてジャニーズ事務所の新作ミュージカル『Johnny's world』のパンフレット全体、及びグッズのイラストを担当。

2013
- 残響レコード the cabs 1st Album "再生の風景"アートワーク全般担当(物販含む)
- Abahouse Devinette 2013 S/S x AI KOHNOコラボレーション
- 福岡にあるファッションビル『ソラリアプラザ』の春、夏イメージヴィジュアルのアートワーク担当
- COTA"GRAPHICA"2013 S/S カタログのイラストを担当
- noble レーベル Serph "el esperanka" アートワーク全般のイラストを担当(物販含む)
- Serph "el esperanka"のフルアニメーションMVのイラストを担当
- niko and…Tシャツとコラボレーション
- EDITORYのロゴとイメージヴィジュアルとなるイラストを担当
- クラシエの "くらしえほん"のイラストを担当
- 鏡リュウジ【星のワークブック(相性編)】と前作【星のワークブック】のカバーと中面のイラストを担当
- COTA i CAREのA/W premium gift setバッグのイラストを担当
- WEROBLEの『百歌繚乱』のPVに絵を提供
- Cuon(クオン)のメインヴィジュアル用にイラストを担当
- 『undervár』の1st album『UNiDENTiFiED』のアートワークを担当

2014
- Serph初のライブ『Candyman Imaginarium』のアートワークを担当
- NEWS・加藤シゲアキさんの小説『Burn．-バーン-』の装画を担当

2017
- 古藤格啓の整体サロン SOLECKA（ソレシカ）のロゴデザインを担当